# Административное деление СССР на 1 января 1926 года

## СССР. 1 января 1926 года
СССР делился на республики
- общее число союзных республик — 6
- общее число основных республик ЗСФСР — 3
- общее число автономных республик — 15
- общее число автономных областей — 17
- общее число губерний — 47
- общее число краёв и областей — 2
- общее число округов — 114
- столица СССР — город Москва
- список республик:

1. РСФСР (г. Москва)
  1. Башкирская АССР (19 мая 1920 года, г. Уфа, до 14 июня 1922 года — г. Стерлитамак)
  2. Бурят-Монгольская АССР (30 мая 1923 года, г. Верхнеудинск)
  3. Дагестанская АССР (20 января 1921 года, г. Петровск-Порт)
  4. Казакская АССР (26 июля 1920 года, г. Кзыл-Орда, до февраля 1925 года — Оренбург, до 19 апреля 1925 года — Киргизская АССР)
  5. Карельская АССР (25 июля 1923 года, г. Петрозаводск)
  6. Крымская АССР (18 октября 1921 года, г. Симферополь)
  7. АССР Немцев Поволжья (19 декабря 1924 года, г. Поволжск)
  8. Татарская АССР (27 мая 1920 года, г. Казань)
  9. Чувашская АССР (21 апреля 1925 года, г. Чебоксары)
  10. Якутская АССР (27 апреля 1922 года, г. Якутск)
2. Украинская ССР (г. Харьков)
  1. Молдавская АССР (12 октября 1924 года, г. Балта)
3. Белорусская ССР (г. Минск)
4. ЗСФСР (г. Тифлис)
  1. Азербайджанская ССР (г. Баку)
    1. Нахичеванская АССР (9 февраля 1924 года, г. Нахичевань)

  2. Армянская ССР (г. Эривань)
  3. Грузинская ССР (г. Тифлис)
    1. Абхазская АССР (16 декабря 1921 года, г. Сухум)
    2. Аджарская АССР (16 июля 1921 года, г. Батум)
5. Туркменская ССР (г. Полторацк)
6. Узбекская ССР (г. Самарканд)
  1. Таджикская АССР (14 октября 1924 года, г. Дюшамбе, до 27 октября 1924 года — в составе РСФСР)